# 東元
東 元（あずま げん、1961年1月28日 - 2022年12月12日）は、日本の漫画家。大阪府大阪市東住吉区出身。男性。本名、東元伸夫（とうもと のぶお）。

## 経歴
- 大阪府立富田林高等学校卒業。
- 京都工芸繊維大学繊維学部応用生物学科中退。在学中の1981年『老人天国』で『月刊漫画ガロ』入選。
- 1982年10月より2年間、篠原とおるに師事。
- 1985年4月より3年間『ガロ』に執筆。
- 1988年『シャッフルパートナー』でアフタヌーン四季賞受賞。
- 2022年12月に病気で死去したことが、翌年2月に『かよちゃんの駄菓子屋』を連載している週刊漫画TIMESの公式ツイッターにて報告された[2][3]。61歳没。

## 連載作品
- サイレント
- モダン・ハイカラ・ナンセンス
- ムーンライト・レビュー
- 夢奏華〜竹久夢二とその女たち〜
- 帝都紳士
- 帝都千夜一夜
- 流星探偵団
- 夢丸浮世草子
- 穴馬競争曲
- 春画師・白井正太郎
- 悪ガキ時代
- のぞみのBARへようこそ（原作・原田和子）
- 江戸川乱歩怪奇短編集 赤い部屋（原作・江戸川乱歩）
- ほな、また明日!（漫画サンデー 2012年6月19日号 - 2013年3月5日号、全1巻）
- かよちゃんの駄菓子屋
- なでしこナイン

## 著作
- 『あなたに ～モガの時代～』 エフエム東京系列にてラジオドラマ化。出演、林隆三・片平なぎさ・田島令子・大塚芳忠
- 『くらやみに星をひろえ』 作・北方謙三
- 『未来っぽい戦争』(アンソロジー)
- 『江戸川乱歩怪奇短編集赤い部屋』
- 『ほな、また明日! 昭和駄菓子屋日和』実業之日本社 マンサンコミックス、2013年08月12日発行 エラー: 日付が正しく記入されていません。。ISBN 9784408174532。
- 『なでしこナイン①』主婦の友社 COMICAWA BOOKS、2017年02月28日発行。
- 『なでしこナイン②』主婦の友社 COMICAWA BOOKS、2017年11月30日発行。

## 挿画
- 芦辺拓、モダン・シティシリーズ